# Пірмін Швеглер
Пірмін Швеглер (нім. Pirmin Schwegler, нар. 9 березня 1987, Еттісвіль) — швейцарський футболіст, півзахисник клубу «Ганновер», а також національної збірної Швейцарії.

## Клубна кар'єра
Народився 9 березня 1987 року в місті Еттісвіль. Вихованець юнацьких команд футбольних клубів «Ґроссванґен» і «Люцерн».
У дорослому футболі дебютував 2003 року виступами за команду клубу «Люцерн», в якій провів два сезони, взявши участь у 40 матчах чемпіонату.
Протягом 2005–2006 років захищав кольори команди клубу «Янг Бойз».
Своєю грою за останню команду привернув увагу представників тренерського штабу клубу «Баєр 04», до складу якого приєднався 2006 року. Відіграв за команду з Леверкузена наступні три сезони своєї ігрової кар'єри.
До складу клубу «Айнтрахт» приєднався влітку 2009 року. Всього за п'ять сезонів встиг відіграти за франкфуртський клуб 141 матч в національному чемпіонаті.
У травні 2014 року Швеглер підписав трирічний контракт з «Гоффенгаймом».

## Виступи за збірну
2009 року дебютував в офіційних матчах у складі національної збірної Швейцарії.  
У складі збірної був учасником чемпіонату світу 2010 року у ПАР, проте на поле так жодного разу і не вийшов.
Наразі провів у формі головної команди країни 14 матчів.